# Bóbitás fazekasmadár
A bóbitás fazekasmadár (Furnarius cristatus) a madarak (Aves) osztályának verébalakúak (Passeriformes) rendjébe a fazekasmadár-félék (Furnariidae) családjába tartozó faj.

## Rendszerezése
A fajt Hermann Burmeister német zoológus írta le 1888-ban.

## Előfordulása
Argentína, Bolívia és Paraguay területén honos. Természetes élőhelyei a szubtrópusi vagy trópusi szavannák és cserjések, valamint városi környezet. Állandó, nem vonuló faj.

## Megjelenése
Testhossza 15 centiméter, testtömege 26-29 gramm.

## Életmódja
Ízeltlábúakkal táplálkozik.

## Természetvédelmi helyzete
Az elterjedési területe nagyon nagy, egyedszáma pedig stabil. A Természetvédelmi Világszövetség Vörös listáján nem fenyegetett fajként szerepel.